# جواكيم باسارينهو
جواكيم باسارينهو (من مواليد 2 ديسمبر 1961) سياسي ومهندس معماري برازيلي. ولد في بيليم، وعمل في مجلس الدولة، وكذلك ممثل الولاية منذ عام 2015 في بارا.

## الحياة الشخصية
درس باسارينهو العمارة في الجامعة. وهو كاثوليكي متدين. وهو ابن شقيق السيناتور السابق وحاكم بارا يارباس باسارينهو.

## الحياة السياسية
خدم باسارينهو في مجلس مدينة بيليم، بالإضافة إلى خدمته في مجلس الشيوخ ولديه فترتان منفصلتان كوزير الدولة للأشغال العامة في ولاية بارا، قبل انتخابه نائبًا فيدراليًا.
صوت باسارينيو لصالح المساءلة ضد الرئيسة آنذاك ديلما روسيف والإصلاح السياسي. كان سيصوت لصالح تحقيق فساد مماثل مع ميشيل تامر خلف روسيف. صوت باسارينيو لصالح إصلاح العمل البرازيلي لعام 2017.